# Плиего, Паола
Мари́я Пао́ла Плие́го Ла́ра (исп. María Paola Pliego Lara; род. 27 сентября 1994 года) — мексиканская фехтовальщица на саблях, с 2019 года выступающая за Узбекистан. Чемпионка Азиатских игр 2022 года в командном первенстве.

## Биография
Паола Плиего заинтересовалась фехтованием в 4 года после того, как увидела сцену фехтования в фильме «Ловушка для родителей». Она была слишком мала, чтобы посещать тренировки, поэтому Паола тренировалась вместе со своей сестрой. В 12—13 лет стала выступать на соревнованиях и при этом показывала хорошие результаты. После того, как спортсменка завоевала свои первые медали на чемпионате Мексики, она продолжила тренировки в клубе «Oregon Fencing Alliance» вместе с двукратной олимпийской чемпионкой Мариэль Загунис.
По итогам сезона 2013—2014 Плиего возглавила рейтинг саблисток-юниорок FIE.
Паола Плиего выиграла Кубок мира по фехтованию 2014 среди юниорок. В сезоне 2014—2015 она заняла второе место в турнире, проходившем в Канкуне. Плиего стала бронзовым призёром Панамериканского чемпионата по фехтованию 2015 года, уступив американке Дагмаре Возняк со счётом 10-15. В командном первенстве она завоевала серебряную медаль.
В 2016 году, за несколько дней до начала Олимпиады в Рио, в допинг-пробе спортсменки было обнаружено запрещенное вещество — модафинил. После повторной проверки она была оправдана, однако с тех пор Плиего больше не представляла Мексику на международных соревнованиях.
В июле 2019 года Паола Плиего объявила, что будет выступать за Узбекистан на предстоящем Кубке мира по фехтованию. Основной причиной, побудившей её сменить спортивное гражданство, фехтовальщица называет коррупцию в Олимпийском комитете Мексики.